# Pecten
Pecten är ett släkte av musslor som beskrevs av Müller 1776. Pecten ingår i familjen kammusslor. Pecten är latin och betyder "kam".

## Arter inom släktet
Enligt Catalogue of Life och Dyntaxa omfattar släktet tre arter:
- Pecten chazaliei
- Pecten eucymatus
- Stor kammussla (Pecten maximus)